# Amphicnemis isabela
Amphicnemis isabela là một loài chuồn chuồn kim trong họ Coenagrionidae.
Amphicnemis isabela được miêu tả khoa học năm 2006 bởi Gapud.